# Ilsey Juber
Ilsey Juber (Los Angeles, 17 aprile 1986) è una cantautrice, compositrice e chitarrista statunitense.
Si è fatta strada nel settore musicale per le sue doti da cantautrice, collaborando come compositrice a svariati brani di successo di artisti internazionali tra i quali Powerful di Major Lazer, Ellie Goulding e Tarrus Riley, Fireball del rapper Pitbull e di John Ryan, Infinity di Mariah Carey, Body Rock delle Fifth Harmony, Never Satisfied di Jennifer Lopez, All Night di Beyoncé, If It Ain't Love di K. Michelle e My Love di Majid Jordan e Drake e partecipando come featuring vocale alla hit del 2015 Headlights di Robin Schulz e al singolo Disarm You di Kaskade, entrambi due disc jockey noti a livello mondiale.

## Biografia
Ilsey Juber nasce il 17 aprile 1986 nella città californiana di Los Angeles, figlia di Hope e Laurence Juber, chitarrista inglese della band Wings dal 1978 al 1981 e vincitore di Grammy Awards che attualmente lavora da solista, e sorella della compositrice Nico Juber.
Suo nonno, Sherwood Schwarts (1916-2011), è tra l'altro stato molto conosciuto negli Stati Uniti per le sue frequenti e rappresentative apparizioni televisive e per aver prodotto L'isola di Gilligan (in americano Gilligan's Island) e La famiglia Brady (The Brady Bunch).

## Carriera

### 2008-2015: Gli esordi
Ilsey inizia ad entrare nel mondo musicale già nel 2008, collaborando come cantante e compositrice a Sanctuary dell'attore e cantante Terrence Howards.
Nel 2010 interpreta vocalmente alcuni tratti corali del brano Soldier di Stanley Clarke e negli anni successivi compone tracce per artisti degni di fama mondiale, cominciando nel 2012 con Send Me Your Love di Taryn Manning, Sultan e Ned Shepard.
Nel 2014 collabora alla canzone di Jennifer Lopez Never Satisfied, terza traccia del suo ottavo album in studio A.K.A. e al singolo Fireball del rapper Pitbull, con il featuring di John Ryan, utilizzato inoltre in vari spot televisivi, e nel 2015 compone Infinity di Mariah Carey, Body Rock della girlband Fifth Harmony, Powerful di Major Lazer, Ellie Goulding e Tarrus Riley, My Love di Majid Jordan e Drake, NoLo di Grace Mitchell, Emotional di Snoh Aalegra e Young & Stupid di T. Mills e T.I..

### 2015-presente: Le collaborazioni
Ad aprile del 2015 compie il suo debutto come cantante e featuring vocale nel singolo tropical house Headlights del disc jockey tedesco Robin Schulz, con il quale la Juber raggiunge la fama: Headlights entra immediatamente nelle classifiche mondiale e diventa una delle più note hit estive del 2015. Il video ufficiale su YouTube conta oggi quasi 120 milioni di visualizzazioni
Collabora vocalmente anche a Disarm You di Kaskade, terzo singolo estratto dal suo album di inediti Automatic rilasciato pochi mesi dopo, a luglio, ma che ha goduto di un successo senza dubbio minore.
Il 1º giugno 2016 viene pubblicato ufficialmente il suo primo singolo da solista, Fingerprints, disponibile per l'ascolto ed un eventuale download soltanto sul sito web musicale Music PlayOn e successivamente su Last.fm.
Nel 2016 compone il brano All Night di Beyoncé, incluso nel fortunato Lemonade e il singolo If It Ain't Love di K. Michelle.
Viene accreditata come compositrice anche in Mercy di Shawn Mendes, singolo promozionale contenuto nel suo secondo album in studio Illuminate, nel successo planetario In the Name of Love di Martin Garrix e Bebe Rexha, in Down that Road della vincitrice di The Voice Alisan Porter, in How to Love dei Cash Cash, in Yes Girl di Bea Miller, in Man on the Moon di Britney Spears, in Overnight e Supernatural di Jake Miller, Healing di St. Paul e Unhinged di Nick Jonas.
Nel 2017 è stato pubblicato l'album One More Light dei Linkin Park, in cui Juber è coautrice e corista nei brani Talking to Myself e Sharp Edges. È anche coautrice del brano No Goodbyes di Dua Lipa, presente nell'album omonimo.

## Discografia

### Singoli
- 2015 - Headlights (con Robin Schulz)
- 2015 - Disarm You (con Kaskade)
- 2016 - Fingerprints